# Seaham
Seaham è una cittadina di 20 172 abitanti della contea di Durham, in Inghilterra.

## Amministrazione

### Gemellaggi
- Gerlingen, Germania